# Meighen Island
Meighen Island ist eine Insel im kanadischen Territorium Nunavut und gehört zu den Königin-Elisabeth-Inseln. 

## Geographie
Die Insel ist 955 km² groß, dabei 48 km lang und 13 bis 24 km breit. Von Axel Heiberg Island im Osten ist sie durch den 40 km breiten Sverdrup-Kanal und von Amund Ringnes Island und Ellef Ringnes Island im Süden durch den Peary-Kanal getrennt. Im Norden ist ihr die kleine sichelförmige Insel Perley Island vorgelagert.
Meighen Island besitzt eine 80 km² große Eiskappe. Im südlichen Teil der Meighen Icecap erreicht die Insel mit 268 m ihren höchsten Punkt. Am östlichen Rand der Eiskappe erstreckt sich von Nord nach Süd die Hügelkette Broken Hills. Den westlichen Teil der Insel dominiert der Tiptop Hill. Vom Rand der Eiskappe führen Fließgewässer in alle Richtungen zur Küste. Benannte Flüsse sind der Krueger River, der nach Südwesten in die Bjare Bay mündet, und der nach Westen abfließende Decca River.

## Geschichte
Meighen Island wurde am 13. Juni 1916 von Vilhjálmur Stefánsson während der Kanadischen Arktisexpedition 1913–1918 entdeckt. 1921 wurde sie nach dem kanadischen Premierminister Arthur Meighen benannt. In einem von Stefansson errichteten Cairn entdeckte man 1957 die letzte bekannte Nachricht des deutschen Polarforschers Hans Krüger, der ebenso wie seine beiden Begleiter seit 1930 verschollen ist.